# Heinrich Ebeling (Ratsherr)
Heinrich Ebeling († 1475) war Ratsherr der Hansestadt Lübeck.

## Leben
Der Bürger Heinrich Ebeling wurde 1451 in den Lübecker Rat erwählt. 1452 wurde er auch in die patrizische Zirkelgesellschaft aufgenommen. Sein schlichtes Wappen zeigt einen Querbalken. Ab 1455 bewohnte er das Hausgrundstück Königstraße 15 in Lübeck.
Heinrich Ebeling war dreimal verheiratet. Seine erste Ehefrau war Gertrud, eine Tochter des Bürgers Johann Illhorn und Enkelin des Ratsherrn im Neuen Rat von 1408 und Lübecker Bürgermeisters Johann Lange. Sie war die Witwe des Bürgers Engelbert Vockinghusen. In zweiter Ehe heiratete er Adelheid/Taleke Kerkring, und in dritter Ehe Gertrud Möller. Sein Sohn, der Ratsherr Johann Ebeling († 1509), soll dieser letzten Ehe entstammen. Sein Enkel, der Lübecker Domherr Moritz Ebeling entstammt ausweislich des großväterlichen Illhornschen Wappens mit dem Hifthorn auf seiner Figurengrabplatte im Lübecker Dom der ersten Ehe Heinrich Ebelings.